# کامنف
کامنف (به لاتین: Kamnev) یک منطقهٔ مسکونی در روسیه است که در استان آستراخان واقع شده‌است.